# Le Blues d'la Métropole
Le Blues d'la Métropole est une comédie musicale, dont la première a été jouée le 31 mars 2010 à Montréal au Théâtre St-Denis. Le spectacle utilise les chansons du groupe québécois Beau Dommage. Les auteures, Louisa Déry et Michèle Grondin, ont créé une histoire fictive à travers les paroles et les mélodies de ce groupe. Le metteur en scène, lui-même un admirateur de Beau Dommage, est Serge Denoncourt et le chorégraphe est Nicolas Archambault.
Cette comédie musicale d'envergure représente une des plus grosses productions de l’histoire du Québec. Les Productions Périphérie ont développé cette idée avec un respect de l’œuvre que Beau Dommage a livrée à travers les années au public québécois.